# Elecciones generales de Italia de 2008
Las elecciones generales anticipadas de Italia se celebraron del 13 al 14 de abril de 2008. La elección se produjo después de que el Presidente Giorgio Napolitano disolviera el Parlamento el 6 de febrero de 2008, tras la caída del gobierno del primer ministro Romano Prodi en una votación de confianza del Senado en enero de 2008 y el nombramiento tentativo fracasado de Franco Marini con el objetivo de cambiar la ley electoral actual. Según la ley italiana, las elecciones deben celebrarse dentro de los 70 días de la disolución. La votación determinó al líder del 62° gobierno de Italia desde el final de la Segunda Guerra Mundial. La coalición encabezada por el ex primer ministro Silvio Berlusconi del partido El Pueblo de la Libertad derrotó a la del exalcalde de Roma, Walter Veltroni, del Partido Democrático.

## Antecedentes
El 24 de enero de 2008, el primer ministro de Italia, Romano Prodi, perdió un voto de confianza en el Senado por un voto de 161 a 156 votos, causando la caída de su gobierno. La renuncia de Prodi llevó al presidente Giorgio Napolitano a solicitar al presidente del Senado, Franco Marini, que evalúe la posibilidad de formar un gobierno interino. La otra posibilidad habría sido convocar elecciones anticipadas de inmediato.
La decisión del exministro de Justicia Mastella llegó pocos días después de la confirmación del Tribunal Constitucional que confirmó el referéndum para modificar el sistema electoral. Como declaró muchas veces el ministro Mastella, si el referéndum se hubiera confirmado, esto habría conducido directamente a la caída del gobierno y sucedió.
La caída del gobierno interrumpiría un referéndum de ley electoral pendiente que, de aprobarse, dificultaría que partidos pequeños como el de Mastella obtuvieran escaños en el parlamento.

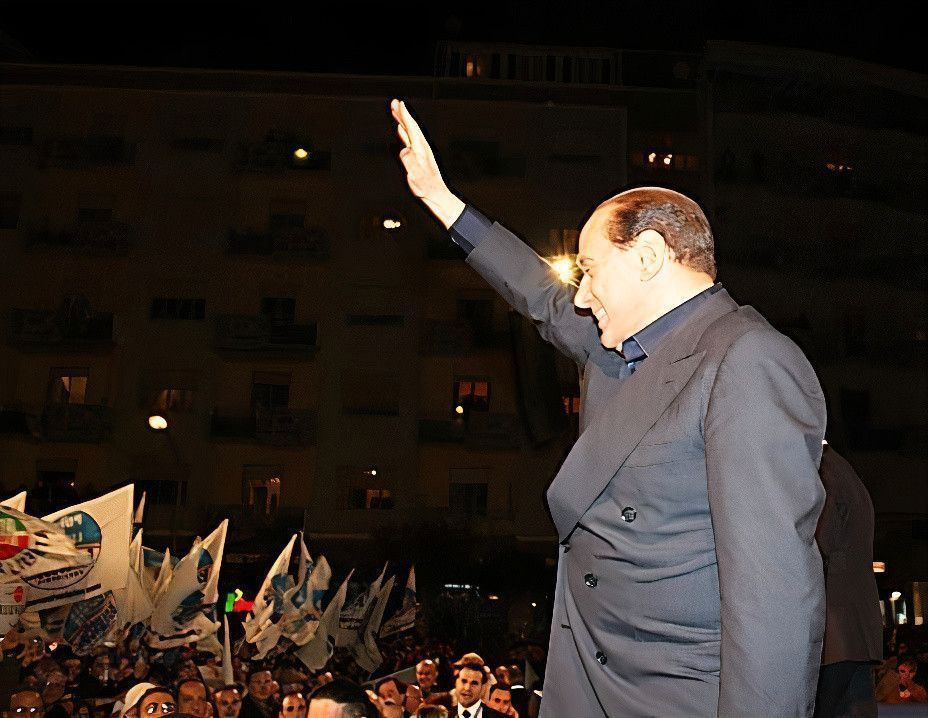
Silvio Berlusconi durante un mitin del Pueblo de la Libertad en 2008.

La deserción de UDEUR forzó la pregunta de si Prodi todavía tenía el apoyo parlamentario para gobernar. Al presentar una moción de confianza al parlamento, ganó con relativa facilidad en la cámara baja del Parlamento, la Cámara de Diputados, donde la mayoría de la coalición fue sustancial. Sin embargo, una victoria en la cámara alta (o el Senado) parecía improbable, y se dijo que el Presidente Giorgio Napolitano advirtió que no se llevara a cabo la votación.
La votación, que se celebró entre las 3 p. m. y las 9 p. m. (CET), fue acalorada y dramática. Durante su curso, el senador del partido UDEUR Stefano Cusumano decidió confirmar la confianza y apoyar al primer ministro, incluso en contra de las órdenes del líder de su partido. Posteriormente fue sometido al abuso de sus colegas, siendo llamado "maricón histérico", "traidor" y, según los informes, escupido por un miembro del partido conservador UDEUR. En este punto Cusumano aparentemente se desmayó, y se lo llevaron en una camilla. Sin embargo, la deserción de Cusumano no tuvo efecto: Prodi perdió el voto con 161 a 156 votos (un miembro se abstuvo de votar, mientras que tres se ausentaron), y rápidamente entregó su renuncia.
El 30 de enero, Napolitano nombró a Franco Marini para tratar de formar un gobierno interino con el objetivo de cambiar el sistema electoral actual, en lugar de convocar elecciones rápidas. El estado del sistema electoral ha sido objeto de críticas no solo dentro del gobierno saliente, sino también entre la oposición y la población en general, debido a la imposibilidad de elegir candidatos directamente y de los riesgos que una elección de cierre no puede otorgar. mayoría estable en el Senado.
El 4 de febrero de 2008 Marini reconoció que no había logrado encontrar la mayoría necesaria para un gobierno interino, y renunció a su mandato, después de haberse reunido con todas las fuerzas políticas principales y haber encontrado oposición para formar un gobierno interino principalmente de los partidos de centro derecha Forza Italia y la Alianza Nacional, favorecidos en una posible elección y muy a favor de una votación anticipada.
El presidente Napolitano convocó a Bertinotti y Marini, los dos oradores de las cámaras del parlamento italiano, reconociendo el final de la legislatura, el 5 de febrero de 2008. Disolvió el parlamento el 6 de febrero de 2008.

## Campaña
Los principales competidores en las elecciones fueron Silvio Berlusconi, como líder de la coalición de oposición de centroderecha, y Walter Veltroni, líder del Partido Democrático. La coalición de derecha de Berlusconi lideraba por un margen significativo en las encuestas de opinión. Berlusconi, de 71 años, quien fue dos veces primer ministro —de mayo de 1994 a enero de 1995 y nuevamente de mayo de 2001 a mayo de 2006— no era considerado demasiado viejo para el trabajo, aunque se había sometido a una cirugía cardíaca desde que dejó el cargo.
La campaña de Veltroni ha sido comparada con la carrera presidencial de Barack Obama en los Estados Unidos. La más aparente de las similitudes es su lema, "Si può fare" (literalmente, "se puede hacer").

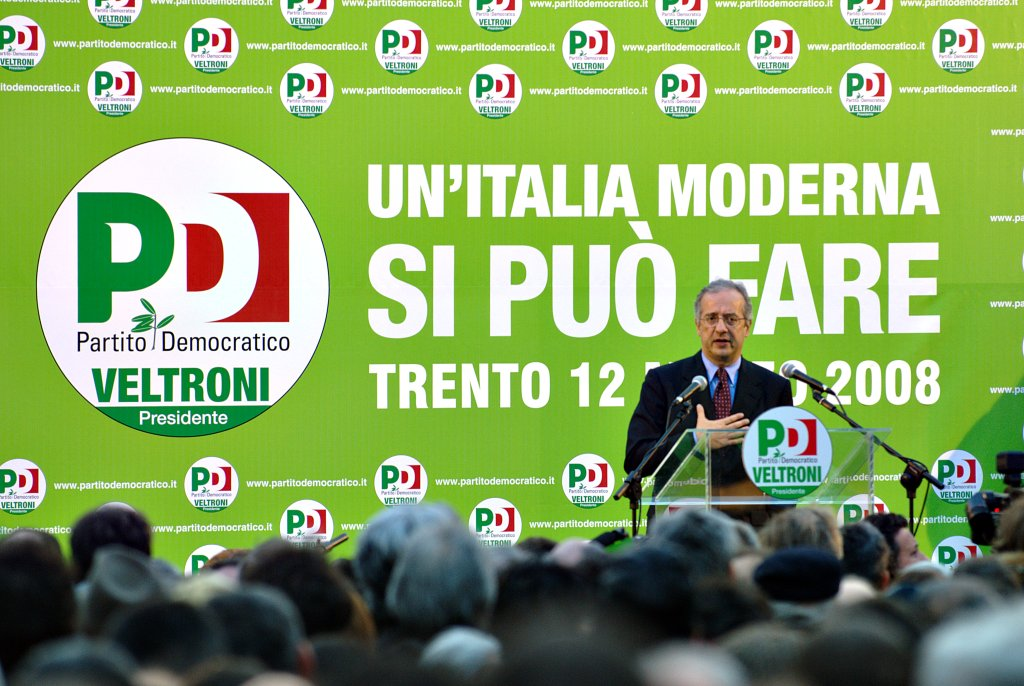
Walter Veltroni en Trento durante la campaña electoral.

Tras la convocatoria de las elecciones, Veltroni afirmó que su partido no hará ninguna alianza en ninguna de las Cámaras, sino que se limitará a correr solo con su propia plataforma, y desafió a Berlusconi a hacer lo mismo con su partido Forza Italia. Los cuatro principales partidos de izquierda que no formaban parte del PD decidieron participar de la elección juntos en la coalición La Izquierda - El Arco Iris. El 8 de febrero, Berlusconi anunció que Forza Italia y la Alianza Nacional de Gianfranco Fini participarán juntos bajo el símbolo común de El Pueblo de la Libertad, siendo aliados regionales con la Liga Norte.
El 13 de febrero, Veltroni anunció haber llegado a un acuerdo con la Italia de los Valores, dirigida por Antonio Di Pietro, que acordó una alianza electoral con el Partido Democrático, aceptando también unirse a los grupos parlamentarios del Partido Democrático después de las elecciones. El 21 de febrero los Radicales Italianos anunciaron un acuerdo con el Partido Democrático, aceptando presentarse en la lista con este último, según el acuerdo que tendrán nueve diputados elegidos en el Parlamento, y el nombramiento de Emma Bonino como Ministra en caso de victoria.
Aunque Berlusconi y Veltroni estaban en partidos opuestos, supuestamente representan políticas tan similares que fueron apodados "Veltrusconi". Ambos candidatos apoyaron grandes reducciones de impuestos y generosos programas de gastos.
La Unión de los Demócratas Cristianos y de Centro fue invitada a apoyar a Berlusconi, pero se negó y decidió participar por su cuenta. La Rosa por Italia originalmente planeaba participar sola con Bruno Tabacci como su candidato a primer ministro, pero poco antes de la fecha límite de presentación, decidieron formar listas conjuntas con la UDC.[cita requerida]

## Sistema electoral
El sistema electoral había sido reformado por última vez por la Ley N.º 270, el 21 de diciembre de 2005.
Cámara de Diputados
Para la elección a la cámara baja, todos los escaños de la Cámara de Diputados (excluyendo a un diputado para la región del Valle de Aosta y doce diputados para los italianos que residen en el extranjero) se asignan en base al voto nacional en forma de representación proporcional con una serie de umbrales para alentar a los partidos a formar coaliciones. Los votantes emiten un voto por una lista cerrada, lo que significa que no pueden expresar una preferencia por candidatos individuales.
Los partidos pueden optar por participar en coaliciones. Los escaños se asignan primero en función de los votos de la coalición, luego se dividen entre los partidos que pertenecen a la misma coalición por el Método del resto mayor. Para garantizar una mayoría trabajadora, a la coalición o partido que obtiene una pluralidad del voto, pero menos de 340 escaños, se le asignan asientos adicionales para llegar a ese número, que es aproximadamente el 54% de todos los escaños.
La región autónoma del Valle de Aosta elige a un diputado a través de un sistema de representación directa. Los italianos en el exterior se dividen en cuatro distritos electorales, que eligen un total de doce escaños en función de la representación proporcional.
Senado
Para la elección a la cámara alta, se usa un sistema similar. Sin embargo, los resultados se basan en el voto regional, en lugar del nacional. Esto significa que a la coalición o partido que gana una pluralidad de votos en cada región se le garantiza la mayoría de los escaños asignados a esa región. Como este mecanismo se basa en la región, los partidos o coaliciones opuestas se pueden beneficiar de la bonificación mayoritaria en diferentes regiones. Por lo tanto, no garantiza a ningún partido o coalición una mayoría en el Senado.
Tres regiones tienen excepciones al sistema detallado anteriormente. En la región de Molise, que tiene dos escaños en el Senado, los escaños se asignan proporcionalmente, sin bonificación mayoritaria. La región del Valle de Aosta, que elige un senador, utiliza un sistema de representación directa. Finalmente, la región de Trentino-Tirol del Sur elige siete senadores con un sistema proporcional de miembros mixtos: seis senadores son elegidos en seis distritos electorales de un solo miembro, mientras que el séptimo se asigna a la lista más subrepresentada en función de los votos regionales.
Seis escaños en el Senado se asignan a los italianos que viven en el extranjero y se asignan utilizando el mismo sistema utilizado para la Cámara de Diputados.

## Encuestas de opinión

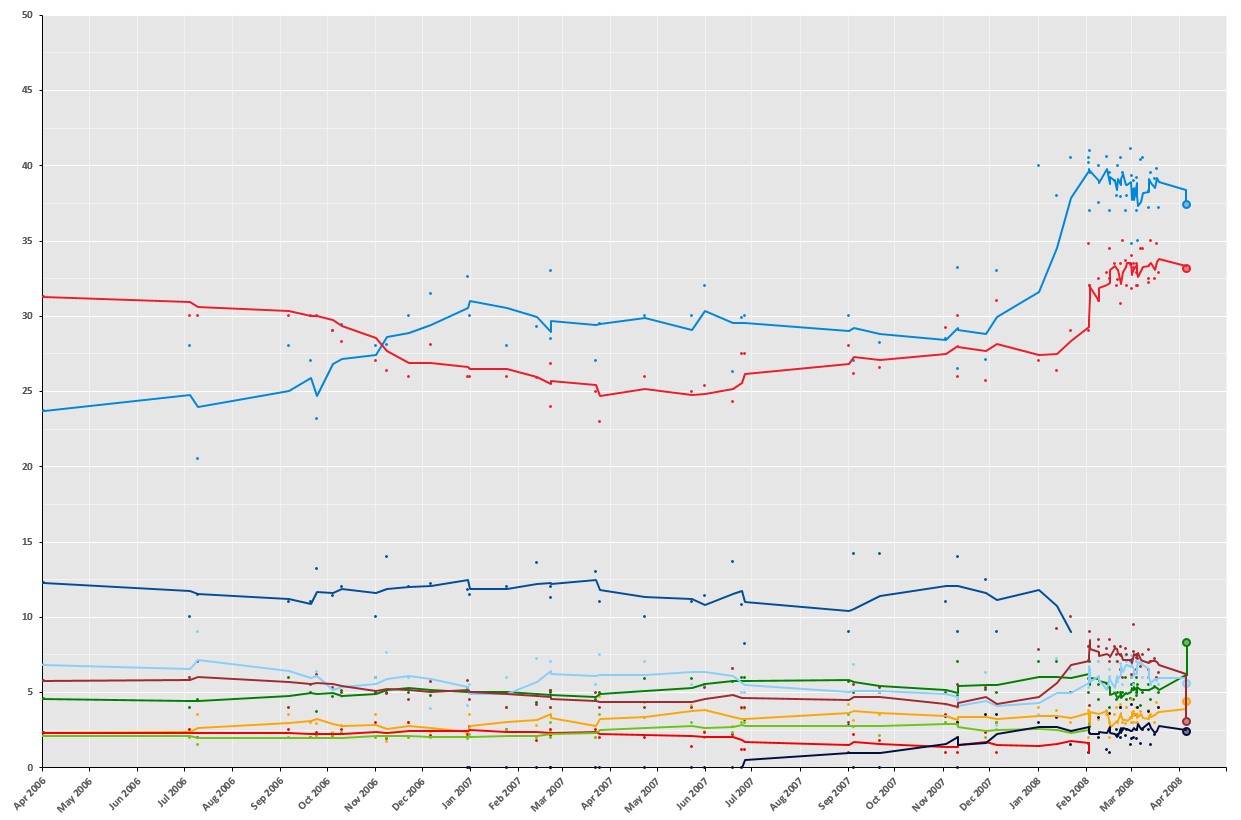
Línea de tendencia promedio de 6 puntos de los resultados de las encuestas desde abril de 2006 al 14 de abril de 2008, con cada línea corresponiendo a un partido político.
FI/PdL
PD
LN
UDC
IdV
PRC/SA
AN
FdV
PdCI
LD

## Principales coaliciones y partidos
| Coalición | Coalición                           | Partido                             | Partido                             | Ideología principal               | Escaños | Escaños           | Líder de partido       | Líder de coalición     |
| Coalición | Coalición                           | Partido                             | Partido                             | Ideología principal               | C       | S                 | Líder de partido       | Líder de coalición     |
| --------- | ----------------------------------- | ----------------------------------- | ----------------------------------- | --------------------------------- | ------- | ----------------- | ---------------------- | ---------------------- |
|           | Coalición de centroderecha          |                                     | El Pueblo de la Libertad (PdL)      | Conservadurismo liberal           | 204     | 123               | Silvio Berlusconi      | Silvio Berlusconi      |
|           | Coalición de centroderecha          | Liga Norte (LN)                     | Regionalismo                        | 22                                | 12      | Umberto Bossi     |                        | Silvio Berlusconi      |
|           | Coalición de centroderecha          | Movimiento por la Autonomía (MpA)   | Regionalismo                        | 6                                 | 0       | Raffaele Lombardo |                        | Silvio Berlusconi      |
|           | Coalición de centroizquierda        |                                     | Partido Democrático (PD)            | Socialdemocracia                  | 194     | 84                | Walter Veltroni        | Walter Veltroni        |
|           | Coalición de centroizquierda        | Italia de los Valores (IdV)         | Populismo                           | 17                                | 3       | Antonio Di Pietro |                        | Walter Veltroni        |
|           | La Izquierda – El Arco Iris (SA)    | La Izquierda – El Arco Iris (SA)    | La Izquierda – El Arco Iris (SA)    | Comunismo, Socialismo democrático | 92      | 46                | Fausto Bertinotti      | Fausto Bertinotti      |
|           | Unión de Centro (UdC)               | Unión de Centro (UdC)               | Unión de Centro (UdC)               | Democracia cristiana              | 36      | 18                | Pier Ferdinando Casini | Pier Ferdinando Casini |
|           | Partido Socialista (PS)             | Partido Socialista (PS)             | Partido Socialista (PS)             | Socialdemocracia                  | 9       | 3                 | Enrico Boselli         | Enrico Boselli         |
|           | La Derecha – Llama Tricolor (LD–FT) | La Derecha – Llama Tricolor (LD–FT) | La Derecha – Llama Tricolor (LD–FT) | Neofascismo                       | 4       | 3                 | Daniela Santanchè      | Daniela Santanchè      |

## Resultados

### Cámara de Diputados

#### Resultados totales
|                                                          |                                                       |                                                       |                      |                      |                      |                |                |                |                          |                          |                          |                 |       |
| Partido o Coalición                                      | Partido o Coalición                                   | Partido o Coalición                                   | Italia (19 regiones) | Italia (19 regiones) | Italia (19 regiones) | Valle de Aosta | Valle de Aosta | Valle de Aosta | Italianos en el exterior | Italianos en el exterior | Italianos en el exterior | Escaños totales | +/–   |
| Partido o Coalición                                      | Partido o Coalición                                   | Partido o Coalición                                   | Votos                | %                    | Escaños              | Votos          | %              | Escaños        | Votos                    | %                        | Escaños                  | Escaños totales | +/–   |
|                                                          |                                                       | El Pueblo de la Libertad (PdL)                        | 13.629.464           | 37,38                | 272                  | 13.880         | 18,52          | 0              | 322.437                  | 30,90                    | 4                        | 276             | +60   |
|                                                          | Liga Norte (LN)                                       | 3.024.543                                             | 8,30                 | 60                   | 2.322                | 3,10           | 0              | —              | —                        | 0                        | 60                       | +34             |       |
|                                                          | Movimiento por la Autonomía (MpA)                     | 410.499                                               | 1,13                 | 8                    | —                    | —              | 0              | —              | —                        | 0                        | 8                        | +34             |       |
| Coalición de centroderecha                               | Coalición de centroderecha                            | 17.064.506                                            | 46,81                | 340                  | 16.202               | 21.62          | 0              | 322.437        | 30.90                    | 4                        | 344                      | –               |       |
|                                                          |                                                       | Partido Democrático (PD)                              | 12.095.306           | 33,18                | 211                  | —              | —              | 0              | 338.954                  | 32,48                    | 6                        | 217             | −9    |
|                                                          | Italia de los Valores (IdV)                           | 1.594.024                                             | 4,37                 | 28                   | —                    | —              | 0              | 42.149         | 4,04                     | 1                        | 29                       | +12             |       |
|                                                          | Autonomía Libertad Democracia (ALD)                   | —                                                     | —                    | 0                    | 29.314               | 39,12          | 1              | —              | —                        | 0                        | 1                        | ±0              |       |
| Coalición de centroizquierda                             | Coalición de centroizquierda                          | 13.689.303                                            | 37,55                | 239                  | 29.314               | 39.12          | 1              | 381.103        | 36.52                    | 7                        | 247                      | –               |       |
|                                                          | Unión de Centro (UdC)                                 | Unión de Centro (UdC)                                 | 2.050.229            | 5,62                 | 36                   | —              | —              | 0              | 88.017                   | 8,43                     | 0                        | 36              | −3    |
|                                                          | Partido Popular Sudtirolés (SVP)                      | Partido Popular Sudtirolés (SVP)                      | 147.718              | 0,41                 | 2                    | —              | —              | 0              | —                        | —                        | 0                        | 2               | −2    |
|                                                          | Movimiento Asociativo Italianos en el Exterior (MAIE) | Movimiento Asociativo Italianos en el Exterior (MAIE) | —                    | —                    | 0                    | —              | —              | 0              | 86.970                   | 8,33                     | 1                        | 1               | Nuevo |
|                                                          | La Izquierda – El Arco Iris (SA)                      | La Izquierda – El Arco Iris (SA)                      | 1.124.298            | 3,08                 | 0                    | —              | —              | 0              | 28.495                   | 2,73                     | 0                        | 0               | Nuevo |
|                                                          |                                                       |                                                       |                      |                      |                      |                |                |                |                          |                          |                          |                 |       |
| Votos válidos                                            | Votos válidos                                         | Votos válidos                                         | 36.457.254           | 96.26                |                      | 74.939         | 94.04          |                | 1.043.518                | 93.64                    |                          |                 |       |
| Votos en blanco                                          | Votos en blanco                                       | Votos en blanco                                       | 485.870              | 1.28                 | 1.824                | 2.29           | 12.868         | 1.11           |                          |                          |                          |                 |       |
| Votos nulos                                              | Votos nulos                                           | Votos nulos                                           | 931.445              | 2.46                 | 2.921                | 3.67           | 60.695         | 5.25           |                          |                          |                          |                 |       |
| Total                                                    | Total                                                 | Total                                                 | 37.874.569           | 100.00               | 617                  | 79.684         | 100.00         | 1              | 1.155.411                | 100.00                   | 12                       | 630             | –     |
| Registrados/Participación                                | Registrados/Participación                             | Registrados/Participación                             | 47.041.814           | 80.51                | −3.11                | 100.623        | 79.19          | −4.26          | 2.924.178                | 39.55                    | +0.58                    |                 |       |
| Fuente: Departamento de Asuntos Internos y Territoriales |                                                       |                                                       |                      |                      |                      |                |                |                |                          |                          |                          |                 |       |

| \| Voto popular (Partido) \| Voto popular (Partido) \| Voto popular (Partido) \| Voto popular (Partido) \| Voto popular (Partido) \| \| ---------------------- \| ---------------------- \| ---------------------- \| ---------------------- \| ---------------------- \| \| Partidos \| Partidos \| \| % \| % \| \| PdL \| PdL \| \| 37.38 % \| 37.38 % \| \| PD \| PD \| \| 33.18 % \| 33.18 % \| \| LN \| LN \| \| 8.30 % \| 8.30 % \| \| UdC \| UdC \| \| 5.62 % \| 5.62 % \| \| IdV \| IdV \| \| 4.37 % \| 4.37 % \| \| SA \| SA \| \| 3.08 % \| 3.08 % \| \| LD-FT \| LD-FT \| \| 2.43 % \| 2.43 % \| \| MpA \| MpA \| \| 1.13 % \| 1.13 % \| \| Otros \| Otros \| \| 4.51 % \| 4.51 % \| |          |  |         |         |
| Voto popular (Partido) |          |  |         |         |
| Partidos | Partidos |  | %       | %       |
| PdL | PdL      |  | 37.38 % | 37.38 % |
| PD | PD       |  | 33.18 % | 33.18 % |
| LN | LN       |  | 8.30 %  | 8.30 %  |
| UdC | UdC      |  | 5.62 %  | 5.62 %  |
| IdV | IdV      |  | 4.37 %  | 4.37 %  |
| SA | SA       |  | 3.08 %  | 3.08 %  |
| LD-FT | LD-FT    |  | 2.43 %  | 2.43 %  |
| MpA | MpA      |  | 1.13 %  | 1.13 %  |
| Otros | Otros    |  | 4.51 %  | 4.51 %  |

| \| Voto popular (Coalición) \| Voto popular (Coalición) \| Voto popular (Coalición) \| Voto popular (Coalición) \| Voto popular (Coalición) \| \| ------------------------ \| ------------------------ \| ------------------------ \| ------------------------ \| ------------------------ \| \| Coaliciónes \| Coaliciónes \| \| % \| % \| \| CDX \| CDX \| \| 46.81 % \| 46.81 % \| \| CSX \| CSX \| \| 37.55 % \| 37.55 % \| \| UdC \| UdC \| \| 5.62 % \| 5.62 % \| \| SA \| SA \| \| 3.08 % \| 3.08 % \| \| LD-FT \| LD-FT \| \| 2.43 % \| 2.43 % \| \| Otros \| Otros \| \| 4.51 % \| 4.51 % \| |             |  |         |         |
| Voto popular (Coalición) |             |  |         |         |
| Coaliciónes | Coaliciónes |  | %       | %       |
| CDX | CDX         |  | 46.81 % | 46.81 % |
| CSX | CSX         |  | 37.55 % | 37.55 % |
| UdC | UdC         |  | 5.62 %  | 5.62 %  |
| SA | SA          |  | 3.08 %  | 3.08 %  |
| LD-FT | LD-FT       |  | 2.43 %  | 2.43 %  |
| Otros | Otros       |  | 4.51 %  | 4.51 %  |

| \| Distribución de escaños por coalición \| Distribución de escaños por coalición \| Distribución de escaños por coalición \| Distribución de escaños por coalición \| Distribución de escaños por coalición \| \| ------------------------------------- \| ------------------------------------- \| ------------------------------------- \| ------------------------------------- \| ------------------------------------- \| \| Coaliciones \| Coaliciones \| \| % \| % \| \| CDX \| CDX \| \| 55.11 % \| 55.11 % \| \| CSX \| CSX \| \| 38.74 % \| 38.74 % \| \| UdC \| UdC \| \| 5.83 % \| 5.83 % \| \| Otros \| Otros \| \| 0.32 % \| 0.32 % \| |             |  |         |         |
| Distribución de escaños por coalición |             |  |         |         |
| Coaliciones | Coaliciones |  | %       | %       |
| CDX | CDX         |  | 55.11 % | 55.11 % |
| CSX | CSX         |  | 38.74 % | 38.74 % |
| UdC | UdC         |  | 5.83 %  | 5.83 %  |
| Otros | Otros       |  | 0.32 %  | 0.32 %  |

#### Italia (19 regiones de 20)
| Coalición                             | Coalición                                            | Partido                                              | Partido                                              | Votos      | %     | Escaños |
| ------------------------------------- | ---------------------------------------------------- | ---------------------------------------------------- | ---------------------------------------------------- | ---------- | ----- | ------- |
|                                       | Coalición de centroderecha                           |                                                      | El Pueblo de la Libertad (PdL)                       | 13.629.464 | 37,38 | 272     |
|                                       | Coalición de centroderecha                           | Liga Norte (LN)                                      | 3.024.543                                            | 8,30       | 60    |         |
|                                       | Coalición de centroderecha                           | Movimiento por la Autonomía (MpA)                    | 410.499                                              | 1,13       | 8     |         |
| Total                                 | Total                                                | 17.064.506                                           | 46,81                                                | 340        |       |         |
|                                       | Coalición de centroizquierda                         |                                                      | Partido Democrático (PD)                             | 12.095.306 | 33,18 | 211     |
|                                       | Coalición de centroizquierda                         | Italia de los Valores (IdV)                          | 1.594.024                                            | 4,37       | 28    |         |
| Total                                 | Total                                                | 13.689.303                                           | 37,55                                                | 239        |       |         |
|                                       | Unión de Centro (UdC)                                | Unión de Centro (UdC)                                | Unión de Centro (UdC)                                | 2.050.229  | 5,62  | 36      |
|                                       | La Izquierda – El Arco Iris (SA)                     | La Izquierda – El Arco Iris (SA)                     | La Izquierda – El Arco Iris (SA)                     | 1.124.298  | 3,08  | 0       |
|                                       | La Derecha – Llama Tricolor (LD–FT)                  | La Derecha – Llama Tricolor (LD–FT)                  | La Derecha – Llama Tricolor (LD–FT)                  | 884.961    | 2,43  | 0       |
|                                       | Partido Socialista (PS)                              | Partido Socialista (PS)                              | Partido Socialista (PS)                              | 355.495    | 0,98  | 0       |
|                                       | Partido Comunista de los Trabajadores (PCL)          | Partido Comunista de los Trabajadores (PCL)          | Partido Comunista de los Trabajadores (PCL)          | 208.296    | 0,57  | 0       |
|                                       | Izquierda Crítica (SC)                               | Izquierda Crítica (SC)                               | Izquierda Crítica (SC)                               | 168.916    | 0,46  | 0       |
|                                       | Partido Popular Sudtirolés (SVP)                     | Partido Popular Sudtirolés (SVP)                     | Partido Popular Sudtirolés (SVP)                     | 147.718    | 0,41  | 2       |
|                                       | ¿Aborto? No, gracias                                 | ¿Aborto? No, gracias                                 | ¿Aborto? No, gracias                                 | 135.535    | 0,37  | 0       |
|                                       | Por el Bien Común (PBC)                              | Por el Bien Común (PBC)                              | Por el Bien Común (PBC)                              | 119.569    | 0,33  | 0       |
|                                       | Fuerza Nueva (FN)                                    | Fuerza Nueva (FN)                                    | Fuerza Nueva (FN)                                    | 109.699    | 0,30  | 0       |
|                                       | Partido Liberal Italiano (PLI)                       | Partido Liberal Italiano (PLI)                       | Partido Liberal Italiano (PLI)                       | 104.053    | 0,29  | 0       |
|                                       | Unión Democrática por los Consumidores (UDpC)        | Unión Democrática por los Consumidores (UDpC)        | Unión Democrática por los Consumidores (UDpC)        | 91.106     | 0,25  | 0       |
|                                       | Lista de Grillos que Hablan                          | Lista de Grillos que Hablan                          | Lista de Grillos que Hablan                          | 66.835     | 0,18  | 0       |
|                                       | Liga Veneta Repubblica (LVR)                         | Liga Veneta Repubblica (LVR)                         | Liga Veneta Repubblica (LVR)                         | 31.353     | 0,09  | 0       |
|                                       | Die Freiheitlichen (DF)                              | Die Freiheitlichen (DF)                              | Die Freiheitlichen (DF)                              | 28.340     | 0,08  | 0       |
|                                       | Movimiento Europeo de Personas Discapacitadas (MEDA) | Movimiento Europeo de Personas Discapacitadas (MEDA) | Movimiento Europeo de Personas Discapacitadas (MEDA) | 16.483     | 0,05  | 0       |
|                                       | Partido Sardo de Acción (PSd'Az)                     | Partido Sardo de Acción (PSd'Az)                     | Partido Sardo de Acción (PSd'Az)                     | 14.860     | 0,04  | 0       |
|                                       | Liga Autonomía Lombarda (LAL)                        | Liga Autonomía Lombarda (LAL)                        | Liga Autonomía Lombarda (LAL)                        | 13.992     | 0,04  | 0       |
|                                       | Unión por Tirol del Sur (UfS)                        | Unión por Tirol del Sur (UfS)                        | Unión por Tirol del Sur (UfS)                        | 12.981     | 0,04  | 0       |
|                                       | Cerdeña Nación (SN)                                  | Cerdeña Nación (SN)                                  | Cerdeña Nación (SN)                                  | 7.176      | 0,02  | 0       |
|                                       | Lega Sud Ausonia (LSA)                               | Lega Sud Ausonia (LSA)                               | Lega Sud Ausonia (LSA)                               | 4.399      | 0,01  | 0       |
|                                       | Acuerdo Véneto (IV)                                  | Acuerdo Véneto (IV)                                  | Acuerdo Véneto (IV)                                  | 2.388      | 0,01  | 0       |
|                                       | Partido de la Alternativa Comunista (PdAC)           | Partido de la Alternativa Comunista (PdAC)           | Partido de la Alternativa Comunista (PdAC)           | 1.993      | 0,01  | 0       |
|                                       | El Lotus                                             | El Lotus                                             | El Lotus                                             | 1.797      | 0,00  | 0       |
|                                       | Partido del Pensamiento y la Acción (PPA)            | Partido del Pensamiento y la Acción (PPA)            | Partido del Pensamiento y la Acción (PPA)            | 946        | 0,00  | 0       |
| Votos válidos                         | Votos válidos                                        | Votos válidos                                        | Votos válidos                                        | 36.457.254 | 96,26 | –       |
| Votos inválidos/en blanco/sin asignar | Votos inválidos/en blanco/sin asignar                | Votos inválidos/en blanco/sin asignar                | Votos inválidos/en blanco/sin asignar                | 1.417.315  | 3,74  | –       |
| Total                                 | Total                                                | Total                                                | Total                                                | 37.874.569 | 100   | 617     |
| Votantes registrados/participación    | Votantes registrados/participación                   | Votantes registrados/participación                   | Votantes registrados/participación                   | 47.041.814 | 80,51 | –       |
| Fuente: Ministerio del Interior       |                                                      |                                                      |                                                      |            |       |         |

#### Resultados por región (19 regiones de 20)
| Región               | Coalición de centroderecha | Coalición de centroizquierda | Unión de Centro | La Izquierda – El Arco Iris | La Derecha–Llama Tricolor | Otros |     |
| -------------------- | -------------------------- | ---------------------------- | --------------- | --------------------------- | ------------------------- | ----- | --- |
| Región               | Abruzos                    | 43,2                         | 40,5            | 5,9                         | 3,2                       | 3,2   | 4,0 |
| Apulia               | 47,4                       | 35,6                         | 8,0             | 3,0                         | 2,1                       | 3,9   |     |
| Basilicata           | 37,6                       | 44,5                         | 6,9             | 3,5                         | 2,3                       | 5,2   |     |
| Calabria             | 43,8                       | 36,2                         | 8,2             | 3,2                         | 2,2                       | 6,4   |     |
| Campania             | 51,5                       | 33,9                         | 6,5             | 2,7                         | 1,6                       | 3,8   |     |
| Emilia-Romaña        | 36,4                       | 50,0                         | 4,3             | 3,0                         | 2,5                       | 3,8   |     |
| Friuli-Venecia Julia | 47,8                       | 35,7                         | 6,0             | 3,1                         | 3,0                       | 4,4   |     |
| Lacio                | 43,7                       | 40,9                         | 4,8             | 3,3                         | 3,4                       | 3,9   |     |
| Liguria              | 43,6                       | 42,5                         | 3,8             | 3,7                         | 2,7                       | 3,7   |     |
| Lombardía            | 55,1                       | 32,1                         | 4,3             | 2,9                         | 2,1                       | 3,5   |     |
| Marcas               | 37,2                       | 45,9                         | 6,0             | 3,0                         | 3,4                       | 4,5   |     |
| Molise               | 41,8                       | 45,6                         | 5,8             | 1,9                         | 1,7                       | 3,2   |     |
| Piamonte             | 47,0                       | 37,4                         | 5,2             | 3,4                         | 3,2                       | 3,8   |     |
| Cerdeña              | 43,0                       | 40,0                         | 6,6             | 3,6                         | 1,5                       | 5,3   |     |
| Sicilia              | 54,3                       | 28,8                         | 9,4             | 2,6                         | 2,0                       | 2,9   |     |
| Trentino-Alto Adigio | 30,4                       | 27,8                         | 4,2             | 3,1                         | 2,0                       | 32,5  |     |
| Toscana              | 33,6                       | 50,3                         | 4,2             | 4,5                         | 2,9                       | 4,5   |     |
| Umbría               | 36,1                       | 47,4                         | 4,5             | 3,5                         | 3,6                       | 4,9   |     |
| Véneto               | 54,4                       | 30,8                         | 5,6             | 2,2                         | 2,0                       | 5,0   |     |

#### Valle de Aosta
La región autónoma del Valle de Aosta, en el noroeste de Italia, elige a un miembro de la Cámara de Diputados a través de una elección directa. Algunos partidos que formaron coaliciones electorales en Italia, podrían haber optado por competir entre sí (o formar coaliciones diferentes) en esta región en particular.
| Candidato                             | Partido (o lista de coalición unificada) | Partido (o lista de coalición unificada) | Votos   | %     | Escaños |
| ------------------------------------- | ---------------------------------------- | ---------------------------------------- | ------- | ----- | ------- |
| Roberto Nicco                         |                                          | Autonomía Libertad Democracia (ALD)      | 29.314  | 39,12 | 1       |
| Ego Perron (UV)                       |                                          | Coalición Valle de Aosta (UV-SA-FA)      | 28.357  | 37,84 | 0       |
| Giuseppe Gambardella                  |                                          | El Pueblo de la Libertad (PdL)           | 13.880  | 18,52 | 0       |
| Patrizio Giovannacci                  |                                          | Liga Norte (LN)                          | 2.322   | 3,10  | 0       |
| Giancarlo Borluzzi                    |                                          | Acción Social (AS)                       | 1.066   | 1,42  | 0       |
| Votos válidos                         | Votos válidos                            | Votos válidos                            | 74.939  | 94,05 | –       |
| Votos inválidos/en blanco/sin asignar | Votos inválidos/en blanco/sin asignar    | Votos inválidos/en blanco/sin asignar    | 4.745   | 5,95  | –       |
| Total                                 | Total                                    | Total                                    | 79.684  | 100   | 1       |
| Votantes registrados/participación    | Votantes registrados/participación       | Votantes registrados/participación       | 100.623 | 72,27 | –       |
| Fuente: Ministerio del Interior       |                                          |                                          |         |       |         |

#### Italianos en el exterior
Doce miembros de la Cámara de Diputados son elegidos por italianos en el exterior. Se eligen dos miembros para América del Norte y América Central (incluida la mayoría del Caribe), tres miembros para América del Sur (incluida Trinidad y Tobago), seis miembros para Europa y un miembro para el resto del mundo (África, Asia y Oceanía y Antártida). Los votantes en estas regiones seleccionan listas de candidatos y también pueden emitir un voto de preferencia para candidatos individuales. Los asientos son asignados por representación proporcional.
La ley electoral permite que los partidos formen coaliciones diferentes en las listas en el extranjero, en comparación con las listas en Italia.
| Partido (o una lista de coalición unificada) | Partido (o una lista de coalición unificada)          | Votos     | %     | Escaños |
| -------------------------------------------- | ----------------------------------------------------- | --------- | ----- | ------- |
|                                              | Partido Democrático (PD)                              | 338.954   | 32,48 | 6       |
|                                              | El Pueblo de la Libertad (PdL)                        | 322.437   | 30,90 | 4       |
|                                              | Unión de Centro (UdC)                                 | 88.017    | 8,43  | 0       |
|                                              | Movimiento Asociativo Italianos en el Exterior (MAIE) | 86.970    | 8,33  | 1       |
|                                              | Asociaciones Italianas en Sudamérica (AISA)           | 64.325    | 6,16  | 0       |
|                                              | Italia de los Valores (IdV)                           | 42.149    | 4,04  | 1       |
|                                              | Partido Socialista (PS)                               | 32.513    | 3,12  | 0       |
|                                              | La Izquierda – El Arco Iris (SA)                      | 28.495    | 2,73  | 0       |
|                                              | La Derecha – Llama Tricolor (LD–FT)                   | 14.974    | 1,43  | 0       |
|                                              | La Otra Sicilia (LAS)                                 | 9.251     | 0,89  | 0       |
|                                              | Izquierda Crítica (SC)                                | 6.062     | 0,58  | 0       |
|                                              | Consumidores Cívicos Italianos (CCI)                  | 4.878     | 0,47  | 0       |
|                                              | Valores y Futuro (VF)                                 | 4.493     | 0,43  | 0       |
| Votos válidos                                | Votos válidos                                         | 1.043.518 | 90,32 | –       |
| Votos inválidos/en blanco/sin asignar        | Votos inválidos/en blanco/sin asignar                 | 111.893   | 9,68  | –       |
| Total                                        | Total                                                 | 1.155.411 | 100   | 12      |
| Votantes registrados/participación           | Votantes registrados/participación                    | 2.924.178 | 39,51 | –       |
| Fuente: Ministerio del Interior              |                                                       |           |       |         |

### Senado de la República

#### Resultados totales
|                                                          |                                                       |                                                       |                      |                      |                      |                |                |                |                      |                      |                      |                          |                          |                          |                 |       |
| Partido o Coalición                                      | Partido o Coalición                                   | Partido o Coalición                                   | Italia (18 regiones) | Italia (18 regiones) | Italia (18 regiones) | Valle de Aosta | Valle de Aosta | Valle de Aosta | Trentino-Alto Adigio | Trentino-Alto Adigio | Trentino-Alto Adigio | Italianos en el exterior | Italianos en el exterior | Italianos en el exterior | Escaños totales | +/–   |
| Partido o Coalición                                      | Partido o Coalición                                   | Partido o Coalición                                   | Votos                | %                    | Escaños              | Votos          | %              | Escaños        | Votos                | %                    | Escaños              | Votos                    | %                        | Escaños                  | Escaños totales | +/–   |
|                                                          |                                                       | El Pueblo de la Libertad (PdL)                        | 12.511.258           | 38,17                | 141                  | 12.167         | 17,25          | 0              | 156.126              | 28,18                | 3                    | 322.698                  | 33,86                    | 3                        | 147             | +26   |
|                                                          | Liga Norte (LN)                                       | 2.642.280                                             | 8,06                 | 25                   | 2.081                | 2,95           | 0              | —              | —                    | 0                    | —                    | —                        | 0                        | 25                       | +11             |       |
|                                                          | Movimiento por la Autonomía (MpA)                     | 355.361                                               | 1,08                 | 2                    | —                    | —              | 0              | —              | —                    | 0                    | —                    | —                        | 0                        | 2                        | +11             |       |
| Coalición de centroderecha                               | Coalición de centroderecha                            | 15.508.899                                            | 47,32                | 168                  | 14.248               | 20.20          | 0              | 156.126        | 28.18                | 3                    | 322.698              | 33.86                    | 3                        | 174                      | –               |       |
|                                                          |                                                       | Partido Democrático (PD)                              | 11.042.452           | 33,69                | 116                  | —              | —              | 0              | 19.253               | 3,48                 | 0                    | 274.732                  | 30,70                    | 2                        | 118             | +10   |
|                                                          | Italia de los Valores (IdV)                           | 1.414.730                                             | 4,32                 | 14                   | —                    | —              | 0              | —              | —                    | 0                    | 38.357               | 4,02                     | 0                        | 14                       | +10             |       |
| Coalición de centroizquierda                             | Coalición de centroizquierda                          | 12.457.182                                            | 38,01                | 130                  | 0                    | 0.00           | 0              | 19.253         | 3.48                 | 0                    | 313.089              | 34.72                    | 2                        | 132                      | –               |       |
|                                                          | Unión de Centro (UdC)                                 | Unión de Centro (UdC)                                 | 1.866.356            | 5,69                 | 3                    | —              | —              | 0              | 32.511               | 5,87                 | 0                    | 57.817                   | 6,07                     | 0                        | 3               | −18   |
|                                                          | Partido Popular Sudtirolés (SVP)                      | Partido Popular Sudtirolés (SVP)                      | —                    | —                    | 0                    | —              | —              | 0              | 252.669              | 45,61                | 4                    | —                        | —                        | 0                        | 4               | +1    |
|                                                          | Valle de Aosta (UV-SA-FA)                             | Valle de Aosta (UV-SA-FA)                             | —                    | —                    | 0                    | 29.191         | 41,39          | 1              | —                    | —                    | 0                    | —                        | —                        | 0                        | 1               | +1    |
|                                                          | Movimiento Asociativo Italianos en el Exterior (MAIE) | Movimiento Asociativo Italianos en el Exterior (MAIE) | —                    | —                    | 0                    | —              | —              | 0              | —                    | —                    | 0                    | 72.511                   | 7,61                     | 1                        | 1               | Nuevo |
|                                                          | La Izquierda – El Arco Iris (SA)                      | La Izquierda – El Arco Iris (SA)                      | 1.053.228            | 3,21                 | 0                    | —              | —              | 0              | —                    | —                    | 0                    | —                        | —                        | 0                        | 0               | Nuevo |
|                                                          |                                                       |                                                       |                      |                      |                      |                |                |                |                      |                      |                      |                          |                          |                          |                 |       |
| Votos válidos                                            | Votos válidos                                         | Votos válidos                                         | 32.774.339           | 94.23                |                      | 70.528         | 94.95          |                | 553.939              | 94.54                |                      | 953.144                  | 89.95                    |                          |                 |       |
| Votos en blanco                                          | Votos en blanco                                       | Votos en blanco                                       | 448.507              | 1.32                 | 2.529                | 3.40           | 15.887         | 2.71           | 12.464               | 1.18                 |                      |                          |                          |                          |                 |       |
| Votos nulos                                              | Votos nulos                                           | Votos nulos                                           | 835.560              | 2.45                 | 1.226                | 1.65           | 16.115         | 2.75           | 94.017               | 8.87                 |                      |                          |                          |                          |                 |       |
| Total                                                    | Total                                                 | Total                                                 | 34.058.406           | 100.00               | 301                  | 74.283         | 100.00         | 1              | 585.941              | 100.00               | 7                    | 1.059.625                | 100.00                   | 6                        | 315             | –     |
| Registrados/Participación                                | Registrados/Participación                             | Registrados/Participación                             | 42.358.775           | 80.40                | −3.10                | 93.434         | 79.50          | −4.09          | 693.965              | 84.43                | −2.33                | 2.627.832                | 40.32                    | +0.77                    |                 |       |
| Fuente: Departamento de Asuntos Internos y Territoriales |                                                       |                                                       |                      |                      |                      |                |                |                |                      |                      |                      |                          |                          |                          |                 |       |

| \| Voto popular (Partido) \| Voto popular (Partido) \| Voto popular (Partido) \| Voto popular (Partido) \| Voto popular (Partido) \| \| ---------------------- \| ---------------------- \| ---------------------- \| ---------------------- \| ---------------------- \| \| Partidos \| Partidos \| \| % \| % \| \| PdL \| PdL \| \| 38.17 % \| 38.17 % \| \| PD \| PD \| \| 33.69 % \| 33.69 % \| \| LN \| LN \| \| 8.06 % \| 8.06 % \| \| UdC \| UdC \| \| 5.69 % \| 5.69 % \| \| IdV \| IdV \| \| 4.32 % \| 4.32 % \| \| SA \| SA \| \| 3.21 % \| 3.21 % \| \| LD-FT \| LD-FT \| \| 2.10 % \| 2.10 % \| \| MpA \| MpA \| \| 1.08 % \| 1.08 % \| \| Otros \| Otros \| \| 3.68 % \| 3.68 % \| |          |  |         |         |
| Voto popular (Partido) |          |  |         |         |
| Partidos | Partidos |  | %       | %       |
| PdL | PdL      |  | 38.17 % | 38.17 % |
| PD | PD       |  | 33.69 % | 33.69 % |
| LN | LN       |  | 8.06 %  | 8.06 %  |
| UdC | UdC      |  | 5.69 %  | 5.69 %  |
| IdV | IdV      |  | 4.32 %  | 4.32 %  |
| SA | SA       |  | 3.21 %  | 3.21 %  |
| LD-FT | LD-FT    |  | 2.10 %  | 2.10 %  |
| MpA | MpA      |  | 1.08 %  | 1.08 %  |
| Otros | Otros    |  | 3.68 %  | 3.68 %  |

| \| Voto popular (Coalición) \| Voto popular (Coalición) \| Voto popular (Coalición) \| Voto popular (Coalición) \| Voto popular (Coalición) \| \| ------------------------ \| ------------------------ \| ------------------------ \| ------------------------ \| ------------------------ \| \| Coaliciónes \| Coaliciónes \| \| % \| % \| \| CDX \| CDX \| \| 47.32 % \| 47.32 % \| \| CSX \| CSX \| \| 38.01 % \| 38.01 % \| \| UdC \| UdC \| \| 5.69 % \| 5.69 % \| \| SA \| SA \| \| 3.21 % \| 3.21 % \| \| LD-FT \| LD-FT \| \| 2.10 % \| 2.10 % \| \| Others \| Others \| \| 3.68 % \| 3.68 % \| |             |  |         |         |
| Voto popular (Coalición) |             |  |         |         |
| Coaliciónes | Coaliciónes |  | %       | %       |
| CDX | CDX         |  | 47.32 % | 47.32 % |
| CSX | CSX         |  | 38.01 % | 38.01 % |
| UdC | UdC         |  | 5.69 %  | 5.69 %  |
| SA | SA          |  | 3.21 %  | 3.21 %  |
| LD-FT | LD-FT       |  | 2.10 %  | 2.10 %  |
| Others | Others      |  | 3.68 %  | 3.68 %  |

| \| Distribución de escaños por coalición \| Distribución de escaños por coalición \| Distribución de escaños por coalición \| Distribución de escaños por coalición \| Distribución de escaños por coalición \| \| ------------------------------------- \| ------------------------------------- \| ------------------------------------- \| ------------------------------------- \| ------------------------------------- \| \| Coaliciones \| Coaliciones \| \| % \| % \| \| CDX \| CDX \| \| 55.24 % \| 55.24 % \| \| CSX \| CSX \| \| 41.90 % \| 41.90 % \| \| UdC \| UdC \| \| 0.95 % \| 0.95 % \| \| Otros \| Otros \| \| 0.98 % \| 0.98 % \| |             |  |         |         |
| Distribución de escaños por coalición |             |  |         |         |
| Coaliciones | Coaliciones |  | %       | %       |
| CDX | CDX         |  | 55.24 % | 55.24 % |
| CSX | CSX         |  | 41.90 % | 41.90 % |
| UdC | UdC         |  | 0.95 %  | 0.95 %  |
| Otros | Otros       |  | 0.98 %  | 0.98 %  |

#### Italia (18 regiones de 20)
| Coalición                             | Coalición                                              | Partido                                                | Partido                                                | Votos      | %     | Escaños |
| ------------------------------------- | ------------------------------------------------------ | ------------------------------------------------------ | ------------------------------------------------------ | ---------- | ----- | ------- |
|                                       | Coalición de centroderecha                             |                                                        | El Pueblo de la Libertad (PdL)                         | 12.511.258 | 38,17 | 141     |
|                                       | Coalición de centroderecha                             | Liga Norte (LN)                                        | 2.642.280                                              | 8,06       | 25    |         |
|                                       | Coalición de centroderecha                             | Movimiento por la Autonomía (MpA)                      | 355.361                                                | 1,08       | 2     |         |
| Total                                 | Total                                                  | 15.508.899                                             | 47,32                                                  | 168        |       |         |
|                                       | Coalición de centroizquierda                           |                                                        | Partido Democrático (PD)                               | 11.042.452 | 33,69 | 116     |
|                                       | Coalición de centroizquierda                           | Italia de los Valores (IdV)                            | 1.414.730                                              | 4,32       | 14    |         |
| Total                                 | Total                                                  | 12.457.182                                             | 38,01                                                  | 130        |       |         |
|                                       | Unión de Centro (UdC)                                  | Unión de Centro (UdC)                                  | Unión de Centro (UdC)                                  | 1.866.356  | 5,69  | 3       |
|                                       | La Izquierda – El Arco Iris (SA)                       | La Izquierda – El Arco Iris (SA)                       | La Izquierda – El Arco Iris (SA)                       | 1.053.228  | 3,21  | 0       |
|                                       | La Derecha – Llama Tricolor (LD–FT)                    | La Derecha – Llama Tricolor (LD–FT)                    | La Derecha – Llama Tricolor (LD–FT)                    | 686.926    | 2,10  | 0       |
|                                       | Partido Socialista (PS)                                | Partido Socialista (PS)                                | Partido Socialista (PS)                                | 284.837    | 0,87  | 0       |
|                                       | Partido Comunista de los Trabajadores (PCL)            | Partido Comunista de los Trabajadores (PCL)            | Partido Comunista de los Trabajadores (PCL)            | 180.442    | 0,55  | 0       |
|                                       | Izquierda Crítica (SC)                                 | Izquierda Crítica (SC)                                 | Izquierda Crítica (SC)                                 | 136.679    | 0,42  | 0       |
|                                       | Por el Bien Común (PBC)                                | Por el Bien Común (PBC)                                | Por el Bien Común (PBC)                                | 105.827    | 0,32  | 0       |
|                                       | Partido Liberal Italiano (PLI)                         | Partido Liberal Italiano (PLI)                         | Partido Liberal Italiano (PLI)                         | 100.759    | 0,31  | 0       |
|                                       | Fuerza Nueva (FN)                                      | Fuerza Nueva (FN)                                      | Fuerza Nueva (FN)                                      | 85.564     | 0,26  | 0       |
|                                       | Unión Democrática por los Consumidores (UDpC)          | Unión Democrática por los Consumidores (UDpC)          | Unión Democrática por los Consumidores (UDpC)          | 78.139     | 0,24  | 0       |
|                                       | Lista de Grillos que Hablan                            | Lista de Grillos que Hablan                            | Lista de Grillos que Hablan                            | 49.535     | 0,15  | 0       |
|                                       | Liga Veneta Repubblica (LVR)                           | Liga Veneta Repubblica (LVR)                           | Liga Veneta Repubblica (LVR)                           | 47.647     | 0,15  | 0       |
|                                       | Liga Autonomía Lombarda (LAL)                          | Liga Autonomía Lombarda (LAL)                          | Liga Autonomía Lombarda (LAL)                          | 45.623     | 0,14  | 0       |
|                                       | Movimiento Europeo de Personas Discapacitadas (MEDA)   | Movimiento Europeo de Personas Discapacitadas (MEDA)   | Movimiento Europeo de Personas Discapacitadas (MEDA)   | 19.899     | 0,06  | 0       |
|                                       | Partido Sardo de Acción (PSd'Az)                       | Partido Sardo de Acción (PSd'Az)                       | Partido Sardo de Acción (PSd'Az)                       | 15.280     | 0,05  | 0       |
|                                       | Populares Unidos (PU)                                  | Populares Unidos (PU)                                  | Populares Unidos (PU)                                  | 12.389     | 0,04  | 0       |
|                                       | Partido Comunista Italiano Marxista-Leninista (PCIM-L) | Partido Comunista Italiano Marxista-Leninista (PCIM-L) | Partido Comunista Italiano Marxista-Leninista (PCIM-L) | 8.094      | 0,02  | 0       |
|                                       | Lega Sud Ausonia (LSA)                                 | Lega Sud Ausonia (LSA)                                 | Lega Sud Ausonia (LSA)                                 | 7.109      | 0,02  | 0       |
|                                       | Cerdeña Nación (SN)                                    | Cerdeña Nación (SN)                                    | Cerdeña Nación (SN)                                    | 6.972      | 0,02  | 0       |
|                                       | Frente de la Independencia de Lombardía (FIL)          | Frente de la Independencia de Lombardía (FIL)          | Frente de la Independencia de Lombardía (FIL)          | 5.234      | 0,02  | 0       |
|                                       | Acuerdo Véneto (IV)                                    | Acuerdo Véneto (IV)                                    | Acuerdo Véneto (IV)                                    | 4.600      | 0,01  | 0       |
|                                       | Partido del Sur (PdS)                                  | Partido del Sur (PdS)                                  | Partido del Sur (PdS)                                  | 3.727      | 0,01  | 0       |
|                                       | Sur Libre                                              | Sur Libre                                              | Sur Libre                                              | 1.795      | 0,01  | 0       |
|                                       | Partido del Pensamiento y la Acción (PPA)              | Partido del Pensamiento y la Acción (PPA)              | Partido del Pensamiento y la Acción (PPA)              | 1.597      | 0,00  | 0       |
| Votos válidos                         | Votos válidos                                          | Votos válidos                                          | Votos válidos                                          | 32.774.339 | 96,23 | –       |
| Votos inválidos/en blanco/sin asignar | Votos inválidos/en blanco/sin asignar                  | Votos inválidos/en blanco/sin asignar                  | Votos inválidos/en blanco/sin asignar                  | 1.284.067  | 3,77  | –       |
| Total                                 | Total                                                  | Total                                                  | Total                                                  | 34.058.406 | 100   | 301     |
| Votantes registrados/participación    | Votantes registrados/participación                     | Votantes registrados/participación                     | Votantes registrados/participación                     | 42.358.775 | 80,40 | –       |
| Fuente: Ministerio del Interior       |                                                        |                                                        |                                                        |            |       |         |

#### Valle de Aosta
| Candidato                             | Partido (o lista de coalición unificada) | Partido (o lista de coalición unificada) | Votos  | %     | Escaños |
| ------------------------------------- | ---------------------------------------- | ---------------------------------------- | ------ | ----- | ------- |
| Antonio Fosson (UV)                   |                                          | Coalición Valle de Aosta (UV-SA-FA)      | 29.191 | 41,39 | 1       |
| Carlo Perrin                          |                                          | Autonomía Libertad Democracia (ALD)      | 26.377 | 37,40 | 0       |
| Anacleto Benin                        |                                          | El Pueblo de la Libertad (PdL)           | 12.167 | 17,25 | 0       |
| Sergio Ferrero                        |                                          | Liga Norte (LN)                          | 2.081  | 2,95  | 0       |
| Marinella Monza                       |                                          | Acción Social (AS)                       | 712    | 1,01  | 0       |
| Votos válidos                         | Votos válidos                            | Votos válidos                            | 70.528 | 94,95 | –       |
| Votos inválidos/en blanco/sin asignar | Votos inválidos/en blanco/sin asignar    | Votos inválidos/en blanco/sin asignar    | 3.755  | 5,05  | –       |
| Total                                 | Total                                    | Total                                    | 74.283 | 100   | 1       |
| Votantes registrados/participación    | Votantes registrados/participación       | Votantes registrados/participación       | 93.434 | 79,50 | –       |
| Fuente: Ministerio del Interior       |                                          |                                          |        |       |         |

#### Trentino-Alto Adigio/Tirol del Sur
| Partido (o lista de coalición unificada) | Partido (o lista de coalición unificada) | Votos   | %     | Escaños |
| ---------------------------------------- | ---------------------------------------- | ------- | ----- | ------- |
|                                          | El Pueblo de la Libertad (PdL)           | 156.126 | 28,18 | 3       |
|                                          | SVP - Juntos por las Autonomías          | 153.721 | 27,75 | 2       |
|                                          | Partido Popular Sudtirolés (SVP)         | 98.948  | 17,86 | 2       |
|                                          | La Izquierda – El Arco Iris (SA)         | 39.957  | 7,21  | 0       |
|                                          | Unión de Centro (UdC)                    | 32.511  | 5,87  | 0       |
|                                          | Die Freiheitlichen (DF)                  | 24.772  | 4,47  | 0       |
|                                          | Partido Democrático (PD)                 | 19.253  | 3,48  | 0       |
|                                          | La Derecha – Llama Tricolor (LD–FT)      | 16.462  | 2,97  | 0       |
|                                          | Unión por Tirol del Sur (UfS)            | 11.820  | 2,13  | 0       |
|                                          | Partido Socialista (PS)                  | 369     | 0,07  | 0       |
| Votos válidos                            | Votos válidos                            | 553.939 | 94,54 | –       |
| Votos inválidos/en blanco/sin asignar    | Votos inválidos/en blanco/sin asignar    | 32.002  | 5,46  | –       |
| Total                                    | Total                                    | 585.941 | 100   | 7       |
| Votantes registrados/participación       | Votantes registrados/participación       | 693.965 | 84,43 | –       |
| Fuente: Ministerio del Interior          |                                          |         |       |         |

#### Italianos en el exterior
| Partido (o lista de coalición unificada) | Partido (o lista de coalición unificada)              | Votos     | %     | Escaños |
| ---------------------------------------- | ----------------------------------------------------- | --------- | ----- | ------- |
|                                          | El Pueblo de la Libertad (PdL)                        | 322.698   | 33,86 | 3       |
|                                          | Partido Democrático (PD)                              | 314.703   | 33,02 | 2       |
|                                          | Movimiento Asociativo Italianos en el Exterior (MAIE) | 72.511    | 7,61  | 1       |
|                                          | Asociaciones Italianas en Sudamérica (AISA)           | 60.794    | 6,38  | 0       |
|                                          | Unión de Centro (UdC)                                 | 57.817    | 6,07  | 0       |
|                                          | Italia de los Valores (IdV)                           | 38.357    | 4,02  | 0       |
|                                          | Partido Socialista (PS)                               | 28.149    | 2,95  | 0       |
|                                          | La Izquierda – El Arco Iris (SA)                      | 27.067    | 2,84  | 0       |
|                                          | La Derecha – Llama Tricolor (LD–FT)                   | 13.139    | 1,38  | 0       |
|                                          | La Otra Sicilia (LAS)                                 | 8.391     | 0,88  | 0       |
|                                          | Izquierda Crítica (SC)                                | 5.855     | 0,61  | 0       |
|                                          | Consumidores Cívicos Italianos (CCI)                  | 3.663     | 0,38  | 0       |
| Votos válidos                            | Votos válidos                                         | 953.144   | 89,95 | –       |
| Votos inválidos/en blanco/sin asignar    | Votos inválidos/en blanco/sin asignar                 | 106.481   | 10,05 | –       |
| Total                                    | Total                                                 | 1.059.625 | 100   | 6       |
| Votantes registrados/participación       | Votantes registrados/participación                    | 2.627.832 | 40,32 | –       |
| Fuente: Ministerio del Interior          |                                                       |           |       |         |

#### Resultados por región
| Región                   | Coaliciones      | Coaliciones      | Coaliciones     | Coaliciones           | Ganador de la Bonificación de la mayoría | Senadores |  |     |    |
| Región                   | Centroderecha    | Centroizquierda  | Unión de Centro | Otros                 | Ganador de la Bonificación de la mayoría | Senadores |  |     |    |
| ------------------------ | ---------------- | ---------------- | --------------- | --------------------- | ---------------------------------------- | --------- |  | --- | -- |
| Región                   | Lombardía        | 19 (PdL) 11 (LN) | 15 (PD) 2 (IdV) |                       | Ganador de la Bonificación de la mayoría | Senadores |  | CDX | 47 |
| Campania                 | 18 (PdL)         | 10 (PD) 2 (IdV)  |                 |                       | CDX                                      | 30        |  |     |    |
| Lacio                    | 15 (PdL)         | 11 (PD) 1 (IdV)  |                 |                       | CDX                                      | 27        |  |     |    |
| Sicilia                  | 13 (PdL) 2 (MpA) | 7 (PD) 1 (IdV)   | 3 (UdC)         |                       | CDX                                      | 26        |  |     |    |
| Véneto                   | 8 (PdL) 7 (LN)   | 8 (PD) 1 (IdV)   |                 |                       | CDX                                      | 24        |  |     |    |
| Piamonte                 | 10 (PdL) 3 LN    | 8 (PD) 1 (IdV)   |                 |                       | CDX                                      | 22        |  |     |    |
| Emilia-Romaña            | 7 (PdL) 2 (LN)   | 11 (PD) 1 (IdV)  |                 |                       | CSX                                      | 21        |  |     |    |
| Apulia                   | 12 (PdL)         | 8 (PD) 1 (IdV)   |                 |                       | CDX                                      | 21        |  |     |    |
| Toscana                  | 7 (PdL)          | 10 (PD) 1 (IdV)  |                 |                       | CSX                                      | 18        |  |     |    |
| Calabria                 | 6 (PdL)          | 4 (PD)           |                 |                       | CDX                                      | 10        |  |     |    |
| Cerdeña                  | 5 (PdL)          | 4 (PD)           |                 |                       | CDX                                      | 9         |  |     |    |
| Liguria                  | 4 (PdL) 1 (LN)   | 3 (PD)           |                 |                       | CDX                                      | 8         |  |     |    |
| Marcas                   | 3 (PdL)          | 5 (PD)           |                 |                       | CSX                                      | 8         |  |     |    |
| Abruzos                  | 4 (PdL)          | 2 (PD) 1 (IdV)   |                 |                       | CDX                                      | 7         |  |     |    |
| Friul-Venecia Julia      | 3 (PdL) 1 (LN)   | 3 (PD)           |                 |                       | CDX                                      | 7         |  |     |    |
| Trentino-Alto Adigio     | 3 (PdL)          |                  |                 | 2 (SVP - IpA) 2 (SVP) | N/A                                      | 7         |  |     |    |
| Umbría                   | 3 (PdL)          | 4 (PD)           |                 |                       | CSX                                      | 7         |  |     |    |
| Basilicata               | 3 (PdL)          | 3 (PD) 1 (IdV)   |                 |                       | CSX                                      | 7         |  |     |    |
| Molise                   | 1 (PdL)          | 1 (PD)           |                 |                       | N/A                                      | 2         |  |     |    |
| Valle de Aosta           |                  |                  |                 | 1 (VA)                | N/A                                      | 1         |  |     |    |
| Italianos en el exterior | 3 (PdL)          | 2 (PD)           |                 | 1 (MAIE)              | N/A                                      | 6         |  |     |    |
| Total                    | 174              | 132              | 3               | 5                     |                                          | 315       |  |     |    |